# Wanelge Castillo
Wanelge Castillo (Santiago, Veraguas, 9 de marzo de 1945) es un exluchador panameño que compitió en los Juegos Olímpicos de 1968 y en los Juegos Olímpicos de 1972. 

## Biografía
En los Juegos Panamericanos de 1967 finalizó segundo en 52.0 kg. categoría estilo libre. En los Juegos Panamericanos de 1971 finalizó tercero en 52.0 kg. categoría estilo libre. luchador de estilo libre. Dos veces olímpico, en los Juegos Olímpicos de México 1968 y en los Juegos Olímpicos de Múnich 1972 siendo eliminando en la eliminatorias en los dos juegos.Obtuvo el sexto lugar en el campeonato mundial de 1969. Ganó dos medallas en los Juegos Panamericanos, la  medalla de plata en los Juegos Panamericanos de 1967 y la medalla de bronce en los Juegos Panamericanos de 1971. Tres veces medallista de los Juegos Centroamericanos y Juegos del Caribe, la medalla de oro en los XI Juegos Centroamericanos y del Caribe, la medalla de plata en los X Juegos Centroamericanos y del Caribe y la medalla de bronce en los XII Juegos Centroamericanos y del Caribe. Ganó tres medallas en los Juegos Bolivarianos, la medalla de oro en los Juegos Bolivarianos de 1970 y en los Juegos Bolivarianos de 1973 y la medalla de bronce en los Juegos Bolivarianos de 1965. Ganó la medalla de plata en los Juegos Centroamericanos 1973.